# Keshav Sathe

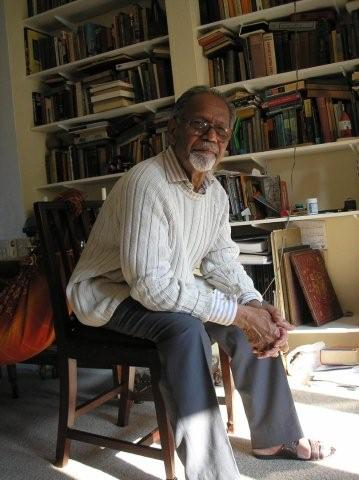
Keshav Sathe

Keshav Sathe (* 31. Januar 1928 in Bombay; † 18. Januar 2012) war ein indischer Tablaspieler, der im Bereich des World Jazz hervorgetreten ist.

## Leben
Sathe begann 1951 in seiner Geburtsstadt seine Karriere als professioneller Musiker und begleitete zunächst örtliche Musiker. 1956 zog er nach Großbritannien, wo er erst für die Indian High Commission arbeitete, bevor er sich der von Ayana Deva Angadi geleiteten Gruppe Asian Music Circle anschloss. Dann begleitete er den Sitarspieler  Bhaskar Chandavarkar, mit dem er 1961 mit Larry Adler auftrat. Dann spielte er mit der Sängerin Surya Kumari. 1965 begann er die Zusammenarbeit mit John Mayer und Joe Harriott im Doppelquintett Indo Jazz Fusion, die bis 1970 dauerte (zuletzt ohne Harriott). Dadurch wurde Joachim Ernst Berendt auf ihn aufmerksam, der ihn 1967 zu den Donaueschinger Musiktagen einlud, wo er unter dem Motto Jazz Meets India mit seinem Trio (mit Diwan Motihar an der Sitar und Kasan Thakur an der Tanpura) auf das Trio von Irène Schweizer (mit Mani Neumeier und Uli Trepte) und die beiden Bläser Barney Wilen und Manfred Schoof traf.
In den 1970er und 1980er Jahren leitete Sathe weiterhin sein Trio. Daneben begleitete er auch als Tanpuraspieler Alla Rakha und Ravi Shankar und gehörte zu Bandprojekten von Amancio D’Silva. Von 1970 bis 1973 trat er zudem mit Julie Felix und Danny Thompson auf, um dann mit der Band von John Renbourn (mit Jacqui McShee und Tony Roberts) 1979 und 1981 international auf Tournee zu gehen und die Alben Maid in Bedlam, Enchanted Garden and Live in America einzuspielen. Im Anschluss gründete er mit Tony Roberts und der Sängerin Shobhana Jeyasingh eine Gruppe. Auch spielte er mit Harry South, Michael Garrick, Tubby Hayes und Acker Bilk.
Seit Mitte der 1990er Jahre konnte er wegen Arthritis seinen Beruf nicht mehr ausüben. Er starb an den Folgen eines Hirntumors.

## Diskographische Hinweise
- John Harriot / John Mayer Indo-Jazz Suite (1965) mit Chris Taylor, Diwan Motihar, Chandrahas Paigankar, Eddie Blair, Pat Smythe, Rick Laird, Alan Ganley
- John Harriot / John Mayer Indo-Jazz Fusions I & II (1966, 1967) mit Kenny Wheeler bzw. Shake Keane, Chris Taylor, Pat Smythe, Coleridge Goode, Alan Ganley, Diwan Motihar, Chandrahas Paigankar
- Irene Schweizer (1967) Jazz Meets India (MPS)
- John Mayer Etudes / Radha Krishna (1969/1971) mit Chris Taylor, Ian Hamer, Tony Coe, Pat Smythe, Coleridge Goode, John Marshall, Diwan Motihar, Viram Jasani, Clem Alford, The Lansdowne String Trio, u. a.

## Lexikalische Einträge
- Ian Carr, Digby Fairweather, Brian Priestley: Rough Guide Jazz. Der ultimative Führer zur Jazzmusik. 1700 Künstler und Bands von den Anfängen bis heute. Metzler, Stuttgart/Weimar 1999, ISBN 3-476-01584-X.